# ۶۶۲ (قمری)
۶۶۲ (قمری)، ششصد و شصت و دومین سال در گاهشماری هجری قمری است. اول محرم این سال برابر با چهارم نوامبر سال ۱۲۶۳ میلادی است.